# Jairo Jaramillo Monsalve
Jairo Jaramillo Monsalve (ur. 2 grudnia 1940 w Rionegro) – kolumbijski duchowny rzymskokatolicki, w latach 2010-2017 arcybiskup Barranquilli.

## Życiorys
Święcenia kapłańskie przyjął 26 lipca 1966 i został inkardynowany do diecezji Sonsón-Rionegro. Pracował głównie jako duszpasterz parafialny, był także diecezjalnym duszpasterzem młodzieży oraz wikariuszem generalnym.
16 lipca 1988 został prekonizowany biskupem Riohacha. Sakrę biskupią otrzymał 9 września 1988. 10 czerwca 1995 został mianowany biskupem Santa Rosa de Osos, a 13 listopada 2010 arcybiskupem Barranquilli. 14 listopada 2017 przeszedł na emeryturę.